# Аккерман, Галя
Галя Аккерман (род. 24 июня 1948, Москва) — французская писательница, историк, журналистка, блогер, переводчица с русского на французский язык. Обозреватель журнала «Politique Internationale», известна как критик путинского режима и исследовательница чернобыльской тематики.

## Биография
Родилась 24 июня 1948 года в Москве, окончила филологический факультет Московского государственного университета (классическая филология). В 1973 году эмигрировала в Израиль, а в 1984 году окончательно переселилась в Париж. Защитила диссертацию в Сорбонне по истории религии. Перевела с русского на французский язык свыше 30 книг.
С 1988 по 2010 годы работала на «Radio France internationale». Вела рубрики «Судьба идей» и «Религиозная хроника». С 1995 года работает в ежеквартальном журнале «Politique Internationale». Занимается обзором политической ситуации в России и постсоветских государствах. Её статьи публикуются в ведущих французских, международных и российских медиа: Le Monde, Libération, La Vie, Politique internationale, La Règle du jeu, Courrier de l'Unesco, Histoire et Liberté, Books, Building, Le Meilleur des mondes, 2050, Tumultes, Géo Histoire, Le Magazine littéraire, New Times, Новая газета, Знамя, Континент. Кроме того, она ведёт свой блог на сайте HuffPost (Франция).
21 декабря 2017 года французские журналисты, в том числе Галя Аккерман, опубликовали открытое письмо в газете «Le Monde» с требованием запретить деятельность российского пропагандистского телеканала Russia Today на территории Франции.

## Аккерман и Украина
В течение 20 лет Аккерман, как журналистка, занималась чернобыльской тематикой. Она брала интервью у свидетелей и ликвидаторов последствий аварии на ЧАЭС, исследовала архивы, посещала местность ЧАЭС. Была комиссаром выставки о Чернобыле в Центре современной культуры в Барселоне в 2006 году. На эту тему опубликовала книги «Les Silences de Tchernobyl» (Молчание Чернобыля; издательство Autrement, 2006), «Tchernobyl, retour sur un désastre» (Чернобыль, возвращение к катастрофе; издательство Folio Documents, 2007), «Traverser Tchernobyl» (Пройти Чернобыль; 2016).
В 2013 году опубликовала книгу «FEMEN» о деятельности украинского феминистического движения FEMEN. Книгу издало французское издательство «Кальман-Леви».
Галя Аккерман является соучредителем и генеральным секретарем организации «Европейский Форум для Украины». Она организует лекции всемирно известных интеллектуалов и гражданских лидеров в Киеве и других городах Украины и конференции с их участием, а также визиты украинских учёных и гражданских лидеров в страны Западной Европы. На Украине Аккерман часто выступает с лекциями на различных конференциях, встречах и т.д.